# Atletismo nos Jogos Pan-Americanos de 1967 - 200 m feminino
A prova dos 200 m feminino nos Jogos Pan-Americanos de 1967 foi realizada em Winnipeg, Canadá.

## Medalhistas
| Ouro                           | Prata                              | Bronze                    |
| Wyomia Tyus USA Estados Unidos | Barbara Ferrell USA Estados Unidos | Miguelina Cobián CUB Cuba |

## Resultados
| Posição           | Nome             | Nacionalidade      | Tempo | Notas |
| ----------------- | ---------------- | ------------------ | ----- | ----- |
| Medalha de ouro   | Wyomia Tyus      | USA Estados Unidos | 23.78 |       |
| Medalha de prata  | Barbara Ferrell  | USA Estados Unidos | 23.83 |       |
| Medalha de bronze | Miguelina Cobián | CUB Cuba           | 23.89 |       |
| 4                 | Irene Piotrowski | CAN Canadá         | 23.91 |       |
| 5                 | Vilma Charlton   | JAM Jamaica        | 24.03 |       |
| 6                 | Una Morris       | JAM Jamaica        | 24.07 |       |
| 7                 | Violeta Quezada  | CUB Cuba           | 24.42 |       |
| 8                 | Janet Maddin     | CAN Canadá         | 24.87 |       |